# Helene Behm
Helene B. E. Behm, geborene Schmitz, (* 11. Juni 1864 in Köln; † 1942) war eine deutsche Malerin.

## Leben und Werk
Sie war die Tochter des Kölner Kaufmanns Robert Schmitz († 1914) und dessen Ehefrau Mathilde geborene Haeger. Nach dem Kunststudium an der Düsseldorfer Malerschule lebte sie freischaffend als Malerin und schuf zahlreiche Gemälde, die sich heute größtenteils in Privatbesitz befinden. 1904 stellte sie zehn ihrer Landschaftsgemälde im Kölnischen Kunstverein aus.
Helene Behm hatte sich auf Porträts und Landschaftsmalerei spezialisiert und hatte ihr Atelier in Mannheim, Heinrich-Lanz-Straße 21. Vor dem Haus liegt heute ein Stolperstein für die 1942 hingerichtete Henriette Wagner.

## Familie
Sie war verheiratet mit dem Mannheimer Bankdirektor Rudolf Behm. Ihr 1884 geborener gemeinsamer Sohn war der Bibliothekar Otto Behm.